# Agent maritime

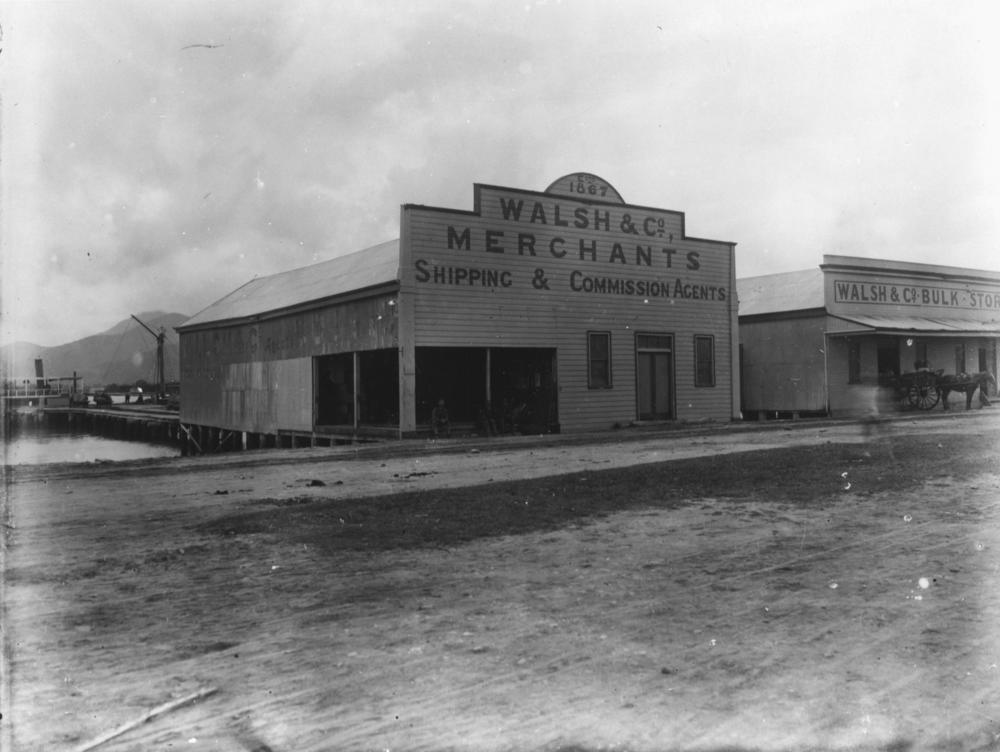
Des locaux d'une entreprise d'agents maritimes

 (mai 2018).
Si vous disposez d'ouvrages ou d'articles de référence ou si vous connaissez des sites web de qualité traitant du thème abordé ici, merci de compléter l'article en donnant les références utiles à sa vérifiabilité et en les liant à la section « Notes et références ».
L'agent maritime ou consignataire, est un dérivé du mot latin "agere" qui signifie s'occuper, prendre soin de quelque chose, s'occuper des affaires des autres.
Aussi le terme "Agent" est un terme pour designer les intermédiaires indépendants. 
Il est employé par un armateur ou un affréteur pour le représenter dans un port lors de l'escale d'un navire.
La réglementation oblige les navires à avoir un agent désigné sur place.
L'agent consignataire de navires ne peut être défini que par rapport à ses tâches, à son rôle et à ses responsabilités plus ou moins complexes dont il va être investi par son marchand (l'armateur).

## Relation avec le navire
Il va aider à la préparation de l'escale du navire par sa connaissance du pays, du port et des divers intervenants disponibles sur place. Ses principales tâches consistent à :
Avant l'arrivée :
- avertir le capitaine des différentes réglementations locales auxquelles il doit prêter attention ;
- agir en qualité d'intermédiaire pour requérir les services d'un atelier de réparation ou d'un fournisseur de matériel ou de vivres ;

À l'arrivée :
- aider le capitaine à remplir les différents formulaires administratifs locaux ;
- préparer localement les transports de personnel ;
- fournir des attestations afin de permettre des relèves d'équipage, lorsque ces derniers ont besoin d'un visa d'entrée ;
- apporter une assistance au capitaine en cas de problème grave.

Le capitaine s'adresse aux autorités par l'intermédiaire de son agent.
L'agent maritime et le consignataire ont deux métiers différents réglés par des articles différents du Code de Commerce.

## Relation avec l'armateur et/ou l'affréteur
Le premier rôle de l'agent est de représenter l'armateur du navire dans le port ; il agit donc selon les instructions qu'il reçoit.
En tant que représentant de l'armateur, l'agent va être amené à :
- facturer et collecter les recettes de frets auprès des clients qui vont charger des marchandises sur le navire ;
- engager des dépenses pour le compte  de celui-ci.

Soit ces dépenses (dans le cadre d'une escale d'une ligne régulière) sont avancées par l'agent (des garanties bancaires sont données aux autorités et aux fournisseurs éventuels), soit ces dépenses intervenant dans le cadre d'une escale ponctuelle et isolée devront être versées au compte de l'agent avant l'arrivée du navire dans le port (une facture pro forma de ces dépenses sera envoyée à l'armateur avant l'escale).
En tant qu'auxiliaire de transport, l'agent consignataire du navire doit rechercher du fret ; ce qui est un élément fondamental de la mission de consignataire. En effet un armateur choisit d'abord l'agent consignataire du navire parce qu'il est susceptible de remplir ses navires. 
En ce qui concerne les opérations de chargement, elles sont souvent effectuées par les entreprises de manutention mais c'est le transporteur qui en est juridiquement responsable. Il appartient donc au consignataire à ce qu'elles soient exécutées de façon appropriée. 
À tout moment, pendant l'escale du navire, l'agent devra se conformer aux instructions de son armateur et lui communiquer les détails opérationnels qu'il pourrait souhaiter. Dans la pratique, un rapport d'arrivée, un rapport d'opérations commerciales, un rapport de départ seront envoyés avec des détails chiffrés permettant à l'armateur de contrôler les dépenses et de préparer l'escale suivante du navire. L'escale terminée, l'agent enverra à son armateur un document qui reprendra toutes les recettes qui ont été encaissées par l'agent, ainsi que toutes les dépenses. Le solde de ce document pouvant être positif ou négatif. Ce document s'appelle un « compte d'escale » (Disbursement Account en anglais).

## Relation avec les intervenants locaux
- Organiser les opérations en relation avec :
  - la station de pilotage maritime ;
  - les autorités portuaires (sécurité, sûreté, contrôle par l'État du port) ;
  - les réceptionnaires ou les chargeurs de la marchandise ;
  - la manutention portuaire ;
  - les services de douane ;
  - les inspecteurs des sociétés de classification ;
  - les fournisseurs de combustible, eau douce, vivres, etc.

## Les documents préparés par le consignataire de navire

### Les documents pour assurer l'escale du navire

#### Préavis d'arrivée
C'est une annonce de l'arrivée de navire. L'établissement d'un préavis facilite la tâche de l'autorité portuaire en ce qui concerne l'entrée de navire dans le port pour la détermination de la date et l'horaire prévu pour faciliter l'accostage.
Ce document doit emporter les informations suivantes :
- caractéristiques du navire : dimensions (longueur, largeur), tirant d'eau...
- provenance
- date d'arrivée
- type de marchandises à embarquer ou débarquer.

L'agent doit préparer 7 copies pour les autorités suivantes :
- office de la marine marchande et des ports
- capitainerie
- douane
- Service sanitaire
- police des frontières
- sécurité nationale
- une copie pour l'agent

#### Déclaration d'entrée
C'est une déclaration formelle indiquant l'heure et la date exacte de l'entrée du navire dans le port. C'est un document de base pour l'enregistrement du navire sur le registre de la Marine Marchande des navires entrants.
Ce document comporte les informations suivantes :
- nom du navire ;
- pavillon ;
- longueur, largeur ;
- tirant d'eau ;
- provenance ;
- destination ;
- quantité de marchandises à débarquer.

#### Déclaration de sortie
Cette déclaration comporte la date précise de départ et comporte les mêmes informations que la déclaration d'arrivée et le type, la quantité de marchandises à embarquer à la place des marchandises débarquées. Cette déclaration permet d'enregistrer ce navire sur le registre de la Marine Marchande des navires sortants.
Le consignataire doit accomplir cette déclaration et la remettre à la Marine Marchande pour la signer. Sans cette déclaration le navire ne peut pas quitter le poste à quai.

#### Demandes de pilote
C'est une demande émise par l'agent maritime à la capitainerie pour rendre service à son navire et par laquelle le pilote s'engage à guider le navire lors de l'entrée et la sortie de navire. 

#### Liquidation sanitaire
C'est le document qui prouve la remise de déchets au service sanitaire en contrepartie de payement de droit par le capitaine. Ce document est établi par l'agent maritime et signé par l'officier de police sanitaire.

#### Certificat de déchargement des déchets
Avant l'arrivée au port, le capitaine déclare le volume de déchets présents à bord ainsi que la capacité maximale de stockage de ces déchets à bord ; et si ces derniers doivent être déchargés dans ce port, sinon à quelle future escale il envisage de les décharger.
Le certificat prouve que le navire s'est débarrassé d'une quantité de déchets existants à bord, ce document doit être délivré et signé par ce qu'on appelle « le garbage ». Ce document doit être avancé par le consignataire du navire aux différentes autorités qui l'exigent. Le capitaine conserve ce certificat dans son livre officiel (registre des ordures ou registre des hydrocarbures).